# Исабаев, Калмухан
Калмухан Исабаев (каз. Қалмұқан Исабаев; 25 августа 1925, Баянаул, Павлодарский уезд (ныне Павлодарская область), Казакская ССР, СССР — 3 декабря 2015, Алма-Ата, Казахстан) — советский и казахстанский писатель, журналист, ветеран Великой Отечественной войны. Книги Исабаева переведены на языки бывшего СССР и зарубежных стран. Родился писатель в селе Баянаул Павлодарской области КазССР. Автор более 30-ти пьес, повестей, рассказов, очерков и романов. Первым из казахских писателей отразил в книгах жизнь европейцев. Писал о интеллигенции, рабочих и солдатах Казахстана.
Происходит из подрода каржас рода суйиндык племени аргын.

## Военная карьера
В октябре 1940 году вступает в ВЛКСМ. После окончания средней школы, с 21 января 1943 г. призывается в ряды Красной Армии в звании младшего лейтенанта. Служил в 418-м(Трансильванском) стрелковом полку 133-й Смоленской Краснознаменной ордена Суворова и ордена Богдана Хмельницкого стрелковой дивизии (2-го формирования) 40-й армии 2-го украинского фронта. Когда война окончилась, Исабаев ещё девять лет служил комендантом немецкого города Ильменау. В 1954 году выходит в отставку в звании полковника.

## Карьера писателя
В 1954 году возвращается в родной Казахстан, где устраивается на работу в газете «Социалистический Казахстан». Тридцать лет он являлся литературным сотрудником газеты «Социалистический Казахстан», также заведовал отделом редакции журнала «Жулдыз (Звезда)», возглавлял Бюро пропаганды художественной литературы при СП Казахстана.
В 1959 году публикуются первые рассказы К. Исабаева — в сборнике «Баян». Пьеса «Озлобленные люди», написанная им вместе с писателем Р. Раимкуловым, ставится в Алма-Атинском театре юного зрителя и Карагандинском областном театре драмы. В 1961 году выходит повесть «В тисках смерти», в 1962-м — роман «Лицом к лицу», сборник рассказов «Загадочный дом».
В 1961 году окончил филологический факультет КазГУ. В 1962 году издаётся его сборник очерков «По трассам мечты», посвящённый строительству канала «Иртыш-Караганда». Для написания этих очерков К. Исабаев пешком прошёл почти 600 километров вдоль канала. В 1964 году сборник «По трассам мечты» издается на русском языке, а в 1966 году по его мотивам выходит повесть «Подвиги в степи». В 1965 году, к двадцатилетию победы, опубликована его повесть «Карабала». В канун 30-летия победы предпринял попытку разыскать следы женского танкового экипажа, в который, согласно газетной статье военных времён, входили девушки-казашки из Карагандинской области.
В 1985 году уходит с официальных должностей и полностью посвящает себя творческой работе. В 1994 году писатель возвращается к теме канала «Иртыш-Караганда» и выпускает очерк-дневник «Чайки в степи», посвящённый истории строительства канала.

## Романы
- «Лицом к лицу», (1962)
- «Полет сокола», (1966)
- «Айкыз», (1967)
- «На перепутье», (1974)
- «Товарищ комендант», (1975)
- «На перевале», (1978)
- «Голубой ветер», (1978)
- «Клятва», (1982)
- «Русло», (1987)
- «Последний приём», (1987)
- «Счастливый миг», (1989)
- «Чонбий», (1993)

## Награды
Награждён:
- Орден Отечественной войны II степени (1945)
- Орден Красной Звезды (1945),
- Орден Трудового Красного Знамени (1975),
- Орден Отечественной войны I степени (1983).
- Орден «Құрмет» (2003) за активную общественную деятельность